# Ted Joans
 (mars 2021).
Si vous disposez d'ouvrages ou d'articles de référence ou si vous connaissez des sites web de qualité traitant du thème abordé ici, merci de compléter l'article en donnant les références utiles à sa vérifiabilité et en les liant à la section « Notes et références ».
Theodore « Ted » Joans (4 juillet 1928 - 25 avril 2003) était un trompettiste de free jazz, poète et peintre américain.
Il fut l'un dès rares poète-musiciens afro-américains associé à la Beat Generation, ami de Jack Kerouac, Allen Ginsberg, Bob Kaufman.
Ted Joans développe un style très personnel de lecture à haute voix ou de déclamation de ses poèmes. Il déclare: « I don't sing the words, I swing the words. » (« Je ne chante pas les mots, je les swingue ») Proche de Langston Hughes,
en tant que musicien de free jazz, il joue avec John Coltrane et Albert Ayler.

## Biographie
Dans les années 1951-1961, il réside à Greenwich Village, où son atelier de peintre accueille les lumières de l'époque en tant qu'artistes et musiciens lors de soirées légendaires, souvent photographiées par Weegee ou Fred McDarrah. Il rencontre Joseph Cornell, et aussi Salvador Dalí dont il s'éloignera rapidement.
Dans les années 60 il découvre Paris, rencontre André Breton, Éric Losfeld et finit par s'installer à Tombouctou où il achète une maison. Il se qualifie dès 1960 de Surréaliste Noir (I, Black Surrealist). Grand voyageur, il circulera en permanence entre trois continents : Amérique du Nord (il est mort à Vancouver), Europe, Afrique.
Il se disait très proche de LeRoi Jones (Amiri Baraka) et dès 1966, se rapprochera du courant Black Panthers, tout en affirmant ses distances.
Il voyage beaucoup sur tout le continent Africain, souvent à pied ou en auto-stop.
Certains voient dans l'oralité de ses nombreux poèmes une annonce du mouvement slam mais il ne s'intéressait pas à l'aspect compétitif de cette pratique.
Au niveau plastique, on lui doit en 1955 des graffitis poétiques en la mémoire de son ami Charlie Parker: BIRD LIVES! sur les murs new-yorkais, de nombreux livres illustrés de collages, et plus tard il invente une technique de cut-up mélangeant photos et mots. Ted Joans continue de produire dessins et collages en parallèle à ses poèmes, et aussi une œuvre de courts films Super 8. Ayant délaissé la trompette, il reste au cours de sa vie un jazziste fervent et annonce : « Jazz is my religion, Surrealism is my point of view » (« Le Jazz est ma religion, le Surréalisme est mon point de vue »).
La peinture Bird Lives!, une toile de 1958, est dans la collection permanente du musée De Young, à San Francisco.
Alors qu'il aura passé les quinze dernières années de sa vie essentiellement à Paris, Ted Joans laisse une œuvre profuse, généreuse, encore peu connue en France.

## Œuvre littéraire
Travaux publiés en français
- Ted Joans parle... (fragments de lettres à André Breton), in La Brèche, action surréaliste, n° 5, Paris, Le Terrain vague, octobre 1963
- Proposition pour un Manifeste Black Power / Pouvoir noir, trad. par Jeannine Ciment et Robert Benayoun, Le Terrain Vague, 1969
- Double trouble, éd. Bleu Outremer, 1992

Autres publications
- Funky Jazz Poems (1959) (New York, Rhino Review)
- Beat Poems (1959)
- All of T.J. and No More (1959)(New York, Excelsior)
- The Truth (1960)
- The Hipsters (1961) (New York, Corinth)
- A Black Pow-Wow Of Jazz Poems (1969) (New York, Hill & Wang)
- Afrodisia (1970) (New York, Hill & Wang)
- A Black Manifesto in Jazz Poetry and Prose (1971) (London, Calder & Boyars)
- Vergriffen; oder: Blitzliebe poems (1979) (Kassel, Loose Blätter Presse)
- The Aardvark Watcher (1980) (Berlin, LCB-Editionen)
- SURE, REALLY I IS (1982) (Sidmouth, Transformaction)
- Honey Spoon (1993) (Paris, Handshake Press)
- Okapi Passion (1994) (Berkeley, Ishmael Reed Publishing)
- WOW (1998) avec Laura Corsiglia (Muckileo, Quartermoon)
- Teducation : Selected Poems (1999) (Coffee House Press)
- In Thursday Sane (2001) (Davis, CA, Swan Scythe Press)
- Our Thang : Several Poems, Several Drawings, avec Laura Corsiglia (2001) (Victoria,CA Ekstasis Editions)